# Championnats du monde de triathlon longue distance 1998
Les Championnats du monde de triathlon longue distance 1998 présentent les résultats des championnats mondiaux longue distance de triathlon en 1998 organisés par la fédération internationale de triathlon.
Ces 5e championnats se sont déroulés à Sado au Japon le 5 septembre 1998.

## Distances
| Distances course (kilomètres) | Distances course (kilomètres) | Distances course (kilomètres) |
| Natation                      | Vélo                          | Course à pied                 |
| ----------------------------- | ----------------------------- | ----------------------------- |
| 3                             | 136                           | 28                            |

## Résultats

### Homme
| Rang   | Athlète           | Pays       | Temps           |
| ------ | ----------------- | ---------- | --------------- |
| Or     | Luc Van Lierde    | Belgique   | 5 h 44 min 05 s |
| Argent | Rob Barel         | Pays-Bas   | 5 h 52 min 31 s |
| Bronze | Peter Sandvang    | Danemark   | 5 h 52 min 33 s |
| 4      | Timothy DeBoom    | États-Unis | 5 h 55 min 03 s |
| 5      | Jason Shortis     | Australie  | 5 h 55 min 42 s |
| 6      | Rolf Lautenbacher | Allemagne  | 5 h 56 min 33 s |
| 7      | Péter Kropkó      | Hongrie    | 5 h 57 min 18 s |
| 8      | Gilles Reboul     | France     | 6 h 00 min 07 s |
| 9      | Xavier Galea      | France     | 6 h 02 min 10 s |
| 10     | Cyrille Neveu     | France     | 6 h 03 min 33 s |

### Femme
| Rang   | Athlète         | Pays       | Temps           |
| ------ | --------------- | ---------- | --------------- |
| Or     | Rina Hill       | Australie  | 6 h 32 min 09 s |
| Argent | Lena Wahlqvist  | Suède      | 6 h 37 min 50 s |
| Bronze | Megumi Shigaki  | Japon      | 6 h 40 min 40 s |
| 4      | Marijke Zeekant | Pays-Bas   | 6 h 44 min 32 s |
| 5      | Lisa Bentley    | Canada     | 6 h 46 min 23 s |
| 6      | Agnes Eppers    | Bolivie    | 6 h 57 min 40 s |
| 7      | Yoko Hori       | Japon      | 6 h 59 min 04 s |
| 8      | Ann Eldegard    | Norvège    | 7 h 01 min 19 s |
| 9      | Kerstin Weule   | États-Unis | 7 h 03 min 12 s |
| 10     | Chiharu Uehara  | Japon      | 7 h 04 min 03 s |

## Tableau des médailles
| Rang  | Nation    | Or | Argent | Bronze | Total |
| ----- | --------- | -- | ------ | ------ | ----- |
| 1     | Australie | 1  | 0      | 0      | 1     |
| -     | Belgique  | 1  | 0      | 0      | 1     |
| 3     | Pays-Bas  | 0  | 1      | 0      | 1     |
| -     | Suède     | 0  | 1      | 0      | 1     |
| 5     | Danemark  | 0  | 0      | 1      | 1     |
| -     | Japon     | 0  | 0      | 1      | 1     |
| Total | Total     | 2  | 2      | 2      | 6     |